# Révélations (film)
Pour les articles homonymes, voir Révélations.
Pour plus de détails, voir Fiche technique et Distribution.
Révélations (The Insider), ou L'Initié au Québec, est un film américain réalisé par Michael Mann, sorti en 1999. Ce film est basé sur l'histoire réelle de Jeffrey Wigand, souhaitant dénoncer les pratiques d'un cigarettier.

## Synopsis
Jeffrey Wigand, vice-président de la recherche et du développement de Brown & Williamson Tobacco Corporation, société productrice de cigarettes, devient lanceur d'alerte. De son côté, le journaliste Lowell Bergman (en) et l'émission de télévision (60 Minutes) révèlent des secrets sur les pratiques douteuses de l'industrie du tabac et sur les véritables dangers du tabagisme, malgré toutes les menaces et toutes les pressions de toutes sortes exercées sur les protagonistes, qui vivent des moments d'intense angoisse.
Lowell reçoit un rapport écrit provenant du cigarettier Philip Morris, envoyé par un anonyme. Manquant de l'expertise nécessaire pour comprendre ce rapport, il se fait diriger vers Jeffrey Wigand. Ce dernier a été récemment licencié par son employeur. Lorsque les deux hommes se rencontrent, Lowell comprend que Jeffrey détient des informations sensibles sur son employeur, mais qu'il ne peut révéler selon une clause de confidentialité.
Un directeur de Brown & Williamson commence à faire pression sur Jeffrey. Quelqu'un le suit, il reçoit des menaces de mort par courriel, et une balle d'arme à feu est déposée dans sa boîte aux lettres.
Jeffrey accepte de participer à une entrevue filmée, qui serait diffusée dans 60 Minutes. Il révèle alors que le directeur de Brown & Williamson a parjuré devant le congrès des États-Unis en prétendant ignorer que la nicotine est un produit addictif. Il aborde également la pratique consistant à augmenter l'effet addictif de la nicotine avec des adjuvants chimiques, comme l'ammoniac ; puis le refus de supprimer la coumarine ajoutée dans les cigarettes, une substance susceptible d'être cancérigène, pour éviter le risque de provoquer une baisse des ventes.
Diverses pressions s'exercent par la suite sur CBS News, la chaine qui diffuse 60 Minutes : l'entretien avec Jeffrey risque d'être coupé. Lowell arrive à contrer une campagne de dénigrement contre Jeffrey : il annule la parution d'un article de journal en informant les auteurs qu'ils sont victimes d'une manipulation. Pour empêcher l'entretien d'être coupé, il informe un journaliste du New York Times de la situation, débouchant sur un article en première page.
L'émission de télévision est finalement diffusée, incluant l'entretien avec Jeffrey.

## Fiche technique
Sauf indication contraire, les informations mentionnées dans cette section peuvent être confirmées par la base de données cinématographiques IMDb,  présente dans la section « Liens externes ».
- Titre français : Révélations
- Titre québécois : L'Initié
- Titre original : The Insider
- Réalisation : Michael Mann
- Scénario : Eric Roth et Michael Mann, d'après l'article de Marie Brenner The Man Who Knew Too Much paru dans Vanity Fair en mai 1996
- Musique : Pieter Bourke, Lisa Gerrard, Graeme Revell, Michael Brook et Gustavo Santaolalla
- Photographie : Dante Spinotti
- Montage : William Goldenberg, David Rosenbloom et Paul Rubell
- Sociétés de production : Touchstone Pictures, Forward Pass, Spyglass Entertainment, Mann/Roth Production
- Sociétés de distribution : Spyglass Entertainment, Buena Vista Distribution
- Budget : entre 68 et 90 millions $[1],[2]
- Pays de production :  États-Unis
- Langue originale : anglais
- Format : couleurs - 2,35:1 (Cinémascope)
- Genre : drame, thriller et biopic
- Durée : 157 minutes
- Dates de sortie :
  - États-Unis, Canada : 5 novembre 1999
  - Belgique, France : 15 mars 2000

## Distribution
Sauf indication contraire, les informations mentionnées dans cette section peuvent être confirmées par la base de données cinématographiques IMDb,  présente dans la section « Liens externes ».
- Al Pacino (VF : José Luccioni ; VQ : Luis de Cespedes) : Lowell Bergman (en)
- Russell Crowe (VF : Emmanuel Jacomy ; VQ : Pierre Auger) : le docteur Jeffrey Wigand
- Hallie Kate Eisenberg (VQ : Rosine Chauveau-Chouinard) : Barbara Wigand
- Christopher Plummer (VF : Robert Party ; VQ : Vincent Davy) : Mike Wallace
- Diane Venora (VF : Frédérique Tirmont ; VQ : Marie-Andrée Corneille) : Liane Wigand
- Philip Baker Hall (VF : Marc Cassot ; VQ : Jean Brousseau) : Don Hewitt
- Lindsay Crouse (VQ : Diane Arcand) : Sharon Tiller
- Debi Mazar (VF : Bérangère Jean ; VQ : Hélène Mondoux) : Debbie De Luca
- Stephen Tobolowsky (VQ : Alain Zouvi) : Eric Kluster
- Colm Feore (VF : Daniel Gall ; VQ : Jacques Lavallée) : Richard Scruggs
- Bruce McGill (VF : Vincent Grass ; VQ : Mario Desmarais) : Ron Motley
- Gina Gershon (VF : Juliette Degenne ; VQ : Johanne Garneau) : Helen Caperelli
- Michael Gambon (VF : Jean Berger ; VQ : Luc Durand (comédien)) : Thomas Sandefur
- Rip Torn (VQ : Raymond Bouchard) : John Scanlon
- Roger Bart (VQ : François Godin) : le manager du Seelbach Hôtel
- Jack Palladino : lui-même
- Cliff Curtis (VF : Robert Liensol ; VQ : Manuel Tadros) : Sheikh Fadlallah
- Wanda De Jesus (VF : Catherine Hamilty) : la « géologiste » du FBI

 Source et légende : version française (VF) sur RS Doublage et selon le carton du doublage français sur le DVD zone 2.

## Production

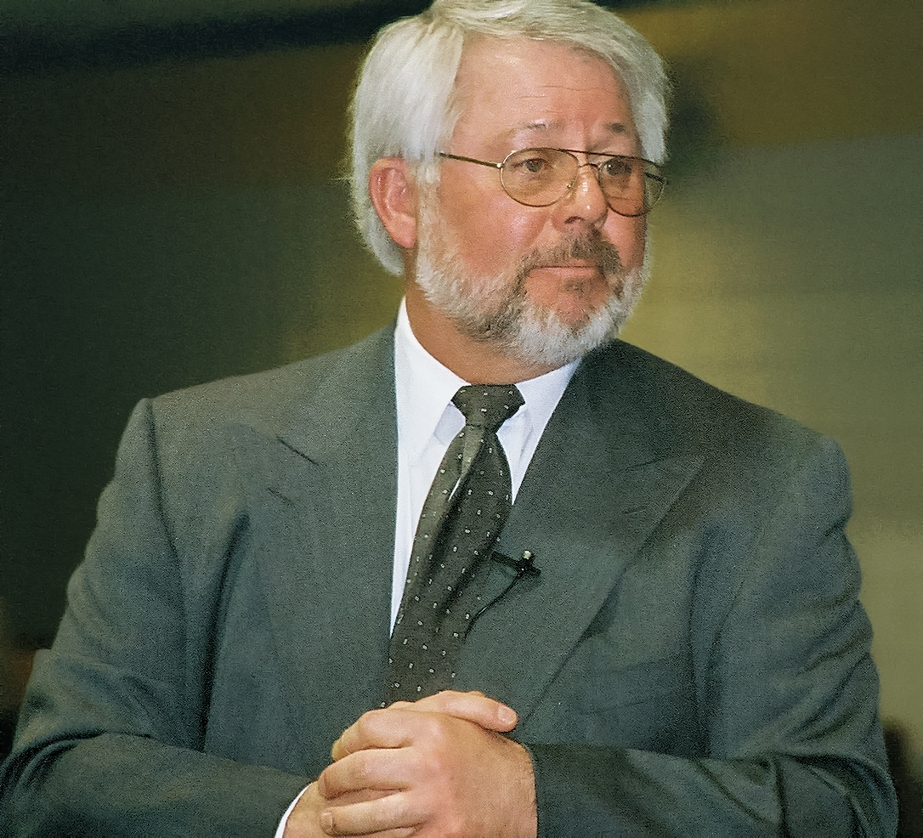
Jeffrey Wigand

### Genèse et développement
Le film s'inspire d'un article de Marie Brenner paru dans Vanity Fair en mai 1996, revenant sur le combat de Jeffrey Wigand. Ce dernier est devenu lanceur d'alerte sur les méfaits de certains produits insérés dans le tabac. Il avait auparavant été employé par Brown & Williamson, troisième plus grand fabricant de cigarettes américain.
Jeffrey Wigand a exigé des producteurs que son personnage ne soit pas montré en train de fumer et que le moins possible de fumeurs soient montrés et que le nom de sa fille soit changé.

### Attribution des rôles
Michael Mann voulait Val Kilmer, qu'il avait dirigé dans Heat, pour le rôle Jeffrey Wigand. Le producteur Pieter Jan Brugge a cependant suggéré Russell Crowe.
Michael Moore (en) (procureur général du Mississippi) et Jack Palladino (en) (célèbre enquêteur privé) ont participé au film de Michael Mann après avoir réellement vécu cette affaire,.
Michael Mann avait déjà dirigé Diane Venora dans Heat, son précédent film.

### Tournage
Le tournage a eu lieu en Alabama (Mobile), au Kentucky (Louisville), dans le Mississippi (Pascagoula), en Californie (Los Angeles, Long Island, Berkeley, lac Big Bear, Santa Ana, San Francisco), dans l'Indiana (Jeffersonville), à New York, ainsi qu'aux Bahamas (îles Abacos) et en Israel (Umm al-Fahm, Baka El Garbia).

### Musique
La musique du film est composée par Pieter Bourke et Lisa Gerrard. L'album de la bande originale contient par ailleurs des compositions de Graeme Revell, Jan Garbarek, Gustavo Santaolalla ainsi qu'une chanson de Massive Attack.
Liste des titres
1. Tempest (Lisa Gerrard & Pieter Bourke) — 2:51
2. Dawn of the Truth (Lisa Gerrard & Pieter Bourke) — 1:59
3. Sacrifice (Lisa Gerrard & Pieter Bourke) — 7:41
4. The Subordinate (Lisa Gerrard & Pieter Bourke) — 1:17
5. Exile (Lisa Gerrard & Pieter Bourke) — 1:39
6. The Silencer (Lisa Gerrard & Pieter Bourke) — 1:38
7. Broken (Lisa Gerrard & Pieter Bourke) — 2:03
8. Faith (Lisa Gerrard & Pieter Bourke) — 3:01
9. I'm Alone on This (Graeme Revell) — 2:02
10. LB in Montana (Graeme Revell) — 0:50
11. Palladino Montage (Graeme Revell) — 0:45
12. Iguazu (Gustavo Santaolalla) — 3:12
13. Liquid Moon (Lisa Gerrard & Pieter Bourke) — 4:05
14. Rites (Jan Garbarek) — 5:34 (version inédite)
15. Safe from Harm (Perfecto Mix) (Massive Attack) — 8:14
16. Meltdown (Lisa Gerrard & Pieter Bourke) — 5:40

Autres morceaux présents dans le film
- Uotaaref Men Elihabek de Casbah Orchestra
- Suffocate, Hot Shots et Night Stop de Curt Sobel
- Litany d'Arvo Pärt
- Smokey Mountain Waltz de Richard Gilks
- Armenia d'Einstürzende Neubauten
- Two or Three Things de David Darling

## Sortie

### Box-office
| Pays ou région    | Box-office      | Date d'arrêt du box-office | Nombre de semaines |
| ----------------- | --------------- | -------------------------- | ------------------ |
| États-Unis Canada | 29 089 912 $    | 6 avril 2000               | 22                 |
| France            | 398 951 entrées |                            |                    |
| Mondial           | 60 289 912 $    | -                          | -                  |

## Distinctions
Sauf indication contraire, les informations mentionnées dans cette section peuvent être confirmées par la base de données cinématographiques IMDb,  présente dans la section « Liens externes ».

### Récompenses
- Los Angeles Film Critics Association Awards 1999 : meilleur film

### Nominations
- Oscars 1999[9] :
  - Meilleur film pour Michael Mann et Pieter Jan Brugge
  - Meilleur réalisateur pour Michael Mann
  - Meilleur acteur pour Russell Crowe dans le rôle de Jeffrey Wigand
  - Meilleur scénario adapté pour Eric Roth et Michael Mann
  - Meilleure photographie pour Dante Spinotti
  - Meilleur montage pour William Goldenberg, Paul Rubell et David Rosenbloom
  - Meilleur mixage de son pour Andy Nelson, Doug Hemphill et Lee Orloff